# Eueides vibilia
Eueides vibilia es una especie de lepidóptero de la familia Nymphalidae. Es originaria de América desde México a Brasil.
Las larvas se alimentan de especies de Passiflora, Passiflora pittieri.

## Descripción
Los huevos son de color rojo y blanco y de 1 x 0,8 mm (alto x ancho). Las hembras ponen generalmente de 30 a 60 huevos en las hojas más viejas de la planta huésped. Las larvas maduras tienen un cuerpo de color amarillo con manchas de color negro, la longitud es de unos 2 cm. Las orugas son gregarias. Todas las etapas de las larvas parecen imitar a las larvas de los gregarios Heliconius hewitsoni, y se distinguen de ellos, principalmente, por tener en la cabeza espinas más cortas y su hábito de comer las hojas más viejas, en lugar de comer las jóvenes. Las pupas son de color blanco cremoso con manchas negras y con los cuatro espinas dorsales más o menos de la misma longitud.